# Малин, Андреас
Андреас Малин (нем. Andreas Malin, 31 января 1994 года, Лихтенштейн) — лихтенштейнский футболист, центральный защитник австрийского клуба «Рот-Вайсс» (Ранквайль). Игрок национальной сборной Лихтенштейна.

## Карьера в сборной
С 2013 года Андреас Малин провёл 16 матчей за молодёжную сборную Лихтенштейна. За первую сборную дебютировал в товарищеском матче с исландцами 6 июня 2016 года.